# تل کردستان ۴
تل کردستان ۴ مربوط به هزاره دوم قبل از میلاد - سده‌های اولیه و میانی دوران‌های تاریخی پس از اسلام است و در شهرستان بهبهان، بخش مرکزی، دهستان حومه، روستای کردستان کوچک واقع شده و این اثر در تاریخ ۱ مرداد ۱۳۸۶ با شمارهٔ ثبت ۱۹۲۴۵ به‌عنوان یکی از آثار ملی ایران به ثبت رسیده‌است.